# Cézan
Cézan település Franciaországban, Gers megyében. Lakosainak száma 203 fő (2022. január 1.). Cézan Castéra-Verduzan, Jegun, Larroque-Saint-Sernin, Lavardens, Préchac és Réjaumont községekkel határos.

## Népesség
A település népességének változása:
| Lakosok száma | 203  | 152  | 158  | 153  | 199  | 214  | 223  | 228  | 219  | 203  |
|               | 1968 | 1982 | 1990 | 2006 | 2013 | 2015 | 2017 | 2019 | 2020 | 2022 |